# Завада (Бидґозький повіт)
Завада (пол. Zawada, нім. Jeschkental) — село в Польщі, у гміні Сіценко Бидґозького повіту Куявсько-Поморського воєводства.
Населення — 89 осіб (2011).
У 1975-1998 роках село належало до Бидгощського воєводства.

## Демографія
Демографічна структура станом на 31 березня 2011 року:
|          | Загалом | Допрацездатний вік | Працездатний вік | Постпрацездатний вік |
| -------- | ------- | ------------------ | ---------------- | -------------------- |
| Чоловіки | 49      | 15                 | 29               | 5                    |
| Жінки    | 40      | 9                  | 25               | 6                    |
| Разом    | 89      | 24                 | 54               | 11                   |